# Rana latastei
La rana di Lataste (Rana latastei Boulenger, 1879) è un anfibio anuro appartenente alla famiglia Ranidae, diffuso in Europa.

## Descrizione
È una specie di piccole dimensioni. Il colore di fondo della livrea è bruno rossiccio con due evidenti strisce scure che partono sottili dalla narice, arrivano all'occhio, proseguono e coprono il timpano.
 La rana di Lataste si distingue con difficoltà da una specie simile: la Rana dalmatina. La differenza più evidente è data dalla gola, che nella rana di Lataste è scura e presenta una evidente striscia longitudinale più chiara, mentre nella Rana dalmatina la macchia bianca sulla gola è più estesa e meno definita.

## Distribuzione
L'areale di questa specie è ristretto alla pianura Padana, ad una piccola area del Canton Ticino e ad alcuni siti in Slovenia e Croazia.

## Biologia
È poco legata all'acqua dove si reca per riprodursi già dalla fine di gennaio se il clima è mite. Depone le uova in masse gelatinose costituite da diverse centinaia di uova. Dall'uscita del girino alla metamorfosi occorrono circa tre mesi. Lo stesso ciclo compiuto in acquario in luogo chiuso dura circa la metà. Al termine della metamorfosi la piccola rana misura circa un centimetro e mezzo. Frequentando di più il bosco umido rispetto alle rane verdi, può essere preda di uccelli carnivori quali la cornacchia e di mammiferi carnivori ed insettivori quali donnola, tasso, faina, puzzola, volpe, riccio,
gatto selvatico.

## Conservazione
La Lista rossa IUCN classifica questa specie come vulnerabile. Solo se il suo habitat verrà preservato le popolazioni potranno salvarsi dal rischio di estinzione.